# 준자유 전자 모형
응집물질물리학에서 준자유 전자 모형(準自由電子模型, nearly free electron model)은 결정 격자를 자유 전자가 거의 자유롭게 통과한다는 가정 아래 결정의 띠구조를 다루는 모형이다.

## 전개
준자유 전자 모형은 전자의 위치 에너지 {\displaystyle U(\mathbf {r} )}이 그 운동 에너지 {\displaystyle \mathbf {p} ^{2}/2m}보다 매우 작다고 가정하여, 위치 에너지를 섭동항으로 다루는 모형이다. 전자 사이의 상호작용은 고려하지 않는다.

### 중심 방정식
전자의 파동 함수와 위치 에너지를 다음과 같이 푸리에 변환하여 정의하자.
{\displaystyle \psi (\mathbf {r} )=\sum _{\mathbf {k} }C_{\mathbf {k} }\exp(i\mathbf {k} \cdot \mathbf {r} )}
{\displaystyle U(\mathbf {r} )=\sum _{\mathbf {G} }U_{\mathbf {G} }\exp(i\mathbf {G} \cdot \mathbf {r} )}.
여기서 {\displaystyle \sum _{\mathbf {G} }}는 모든 역격자 벡터 {\displaystyle \mathbf {G} }에 대한 합이다. 위치 에너지는 실수이어야 하므로
{\displaystyle U_{-\mathbf {G} }=U_{\mathbf {G} }^{*}}
이다. {\displaystyle U_{0}}은 위치에 관계없는 값이므로 임의로 {\displaystyle U_{0}=0}으로 놓는다.
이 변수로 슈뢰딩거 방정식을 다음과 같이 쓸 수 있다.
{\displaystyle (k^{2}/2m-E_{\mathbf {k} })C_{\mathbf {k} }=\sum _{\mathbf {G} }U_{\mathbf {G} }C_{\mathbf {k} -\mathbf {G} }.}
여기서 {\displaystyle m}은 전자의 질량이고, {\displaystyle E_{\mathbf {k} }}는 전자의 총 에너지이다. 이를 중심 방정식(central equation)이라고 한다.

### 섭동 이론
준자유 전자 모형에서는 위치 에너지가 매우 작다고 가정하므로, {\displaystyle U_{\mathbf {G} }}가 {\displaystyle k^{2}/2m-E} 보다 매우 작다고 가정하고 섭동 이론을 사용할 수 있다.
0차 섭동 이론에서는 {\displaystyle U_{\mathbf {G} }=0}을 놓는다. 그렇다면 자유 전자 모형과 같은 분산 관계를 얻는다.
{\displaystyle k^{2}/2m=E_{\mathbf {k} }^{(0)}}.
1차 섭동 이론에서는 {\displaystyle U_{\mathbf {G} }}에 대하여 1차로 비례하는 항을 남긴다. 대부분의 경우에는 에너지의 1차 섭동은 0이다. 하지만 브래그 평면(역격자 벡터를 이등분하는 평면)에서는 섭동이 있을 수 있다. 파수 {\displaystyle \mathbf {k} }가 역격자 벡터 {\displaystyle \mathbf {G} }의 브래그 평면 위에 있다고 하자. 즉,
{\displaystyle \mathbf {G} \cdot (\mathbf {k} -\mathbf {G} /2)=0}
이라고 하자. 그렇다면
{\displaystyle \mathbf {k} ^{2}=(\mathbf {k} -\mathbf {G} )^{2}}
이므로, {\displaystyle \mathbf {k} }와 {\displaystyle \mathbf {k} -\mathbf {G} } 사이에 에너지 겹침이 생긴다. 그렇다면 에너지 1차 섭동 {\displaystyle \mathbf {E} ^{(1)}}은 다음 행렬의 고윳값이고, 에너지 고유 상태는 다음 행렬의 고유벡터이다.
{\displaystyle {\begin{pmatrix}0&U_{\mathbf {G} }\\U_{\mathbf {G} }^{*}&0\end{pmatrix}}.}
즉, 에너지 1차 섭동은 다음과 같다.
{\displaystyle E^{(1)}=\pm |U_{\mathbf {G} }|.}
따라서 띠틈이 {\displaystyle 2|U_{\mathbf {G} }|}임을 알 수 있다.
보다 일반적으로, 여러 브래그 평면의 교차점에서는 더 많은 겹침이 있을 수 있다. 예를 들어, 두 개의 브래그 평면 {\displaystyle \mathbf {G} }, {\displaystyle \mathbf {G} '}이 겹치는 지점의 경우, 에너지 1차 섭동은 다음 행렬의 고윳값이다.
{\displaystyle {\begin{pmatrix}0&U_{\mathbf {G} }&U_{\mathbf {G} '}\\U_{\mathbf {G} }^{*}&0&U_{\mathbf {G} -\mathbf {G} '}^{*}\\U_{\mathbf {G} '}^{*}&U_{\mathbf {G} -\mathbf {G} '}&0\end{pmatrix}}.}

## 참고 문헌
- Ashcroft, Neil W.; N. David Mermin (1976). 《Solid State Physics》 (영어). Holt, Rinehart and Winston. ISBN 0-03-083993-9.
- Kittel, Charles (1996). 《Introduction to Solid State Physics》 7판. New York: Wiley. ISBN 0-471-11181-3.
- Elliott, Stephen (1998). 《The Physics and Chemistry of Solids》. New York: Wiley. ISBN 0-471-98194-X.

## 같이 보기
- 자유 전자 모형